# Az ötödik pecsét
Az ötödik pecsét (bra: O Quinto Selo) é um filme húngaro de 1976, do gênero drama de guerra, dirigido e escrito por Zoltán Fábri, baseado no romance homônimo de Ferenc Sánta.
Foi selecionado como representante da Hungria à edição do Oscar 1977, organizada pela Academia de Artes e Ciências Cinematográficas.[carece de fontes?]

## Elenco
- Lajos Őze - Miklós Gyuricza
- László Márkus - László Király
- Ferenc Bencze - Béla
- Sándor Horváth - János Kovács
- István Dégi - Károly Keszei
- Zoltán Latinovits
- Gábor Nagy
- György Bánffy
- József Vándor - Macák
- Noémi Apor - Mrs Kovács
- Ildikó Pécsi - Irén
- Marianna Moór - Lucy
- Rita Békés - Erzsi
- György Cserhalmi
- Gábor Kiss - Guarda
- Gabriella Kiss - filha de Gyuricza